# Samuel Bergson

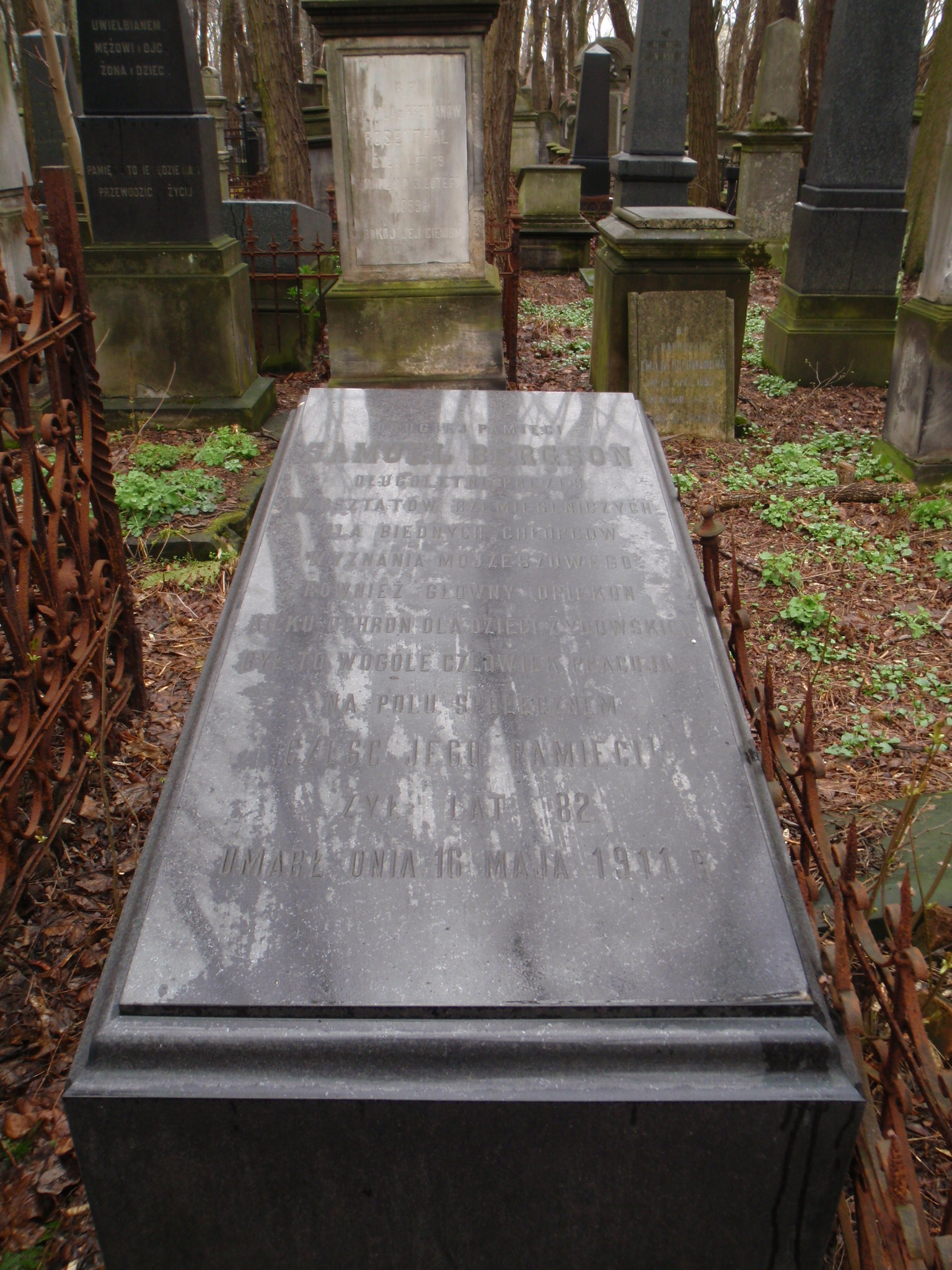
Grób Samuela Bergsona na cmentarzu żydowskim przy ul. Okopowej w Warszawie

Samuel Bergson (ur. 6 kwietnia 1829, zm. 9 czerwca 1911 w Warszawie) – polski kupiec żydowskiego pochodzenia.

## Życiorys
Urodził się jako syn Ludwika Bergsona i Doroty z domu Celnikier (1809-1874). Był wnukiem Gabriela Bergsona, prawnukiem Bera Sonnenberga i praprawnukiem Szmula Zbytkowera. Jego żoną była Augusta Toeplitz (1837–1914), z którą miał syna Henryka (1875-1883).
Był współwłaścicielem domu handlowego pod firmą „S. i M. Bergson” w Warszawie. Prowadził działalność dobroczynną, był honorowym prezesem Towarzystwa Dostarczania Pracy Ubogim Żydom przy ul. Stawki w Warszawie, a także głównym opiekunem kilku ochron Warszawskiego Towarzystwa Dobroczynności.
Jest pochowany na cmentarzu żydowskim przy ulicy Okopowej w Warszawie (kwatera 33).